# Tubercularium odontopezum
Tubercularium odontopezum är en mångfotingart som beskrevs av Carl Graf Attems 1898. Tubercularium odontopezum ingår i släktet Tubercularium och familjen Dalodesmidae. Inga underarter finns listade i Catalogue of Life.